# Mistrzostwa Europy w Lekkoatletyce 1969 – rzut młotem mężczyzn

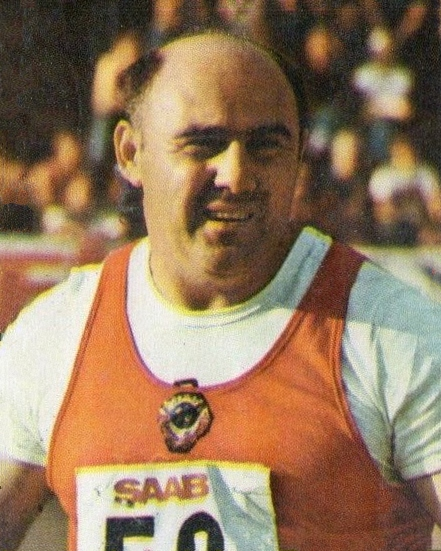
Anatolij Bondarczuk

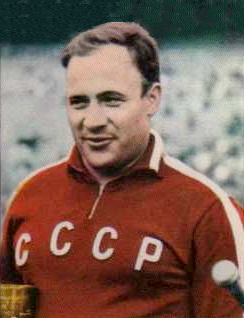
Romuald Klim

Rzut młotem mężczyzn był jedną z konkurencji rozgrywanych podczas IX Mistrzostw Europy w Atenach. Kwalifikacje rozegrano 19 września, a finał 20 września 1969. Zwycięzcą tej konkurencji został reprezentant Związku Radzieckiego Anatolij Bondarczuk, który w finale ustanowił rekord świata rzutem na odległość 74,68 m. W rywalizacji wzięło udział dziewiętnastu zawodników z czternastu reprezentacji.

## Rekordy
| Rekord świata     | Romuald Klim (SUN) | 74,52 | Budapeszt, Węgry | 15.06.1969 |
| Rekord Europy     | Romuald Klim (SUN) | 74,52 | Budapeszt, Węgry | 15.06.1969 |
| Rekord mistrzostw | Romuald Klim (SUN) | 70,02 | Budapeszt, Węgry | 04.09.1966 |

## Wyniki

### Kwalifikacje
| Miejsce | Zawodnik              | Wynik | Uwagi |
| ------- | --------------------- | ----- | ----- |
| 1       | Reinhard Theimer      | 71,06 | Q CR  |
| 2       | Gyula Zsivótzky       | 69,98 | Q     |
| 3       | Anatolij Bondarczuk   | 69,06 | Q     |
| 4       | Romuald Klim          | 68,50 | Q     |
| 5       | Lázár Lovász          | 66,86 | Q     |
| 6       | Jochen Sachse         | 66,72 | Q     |
| 7       | Sándor Eckschmiedt    | 66,68 | Q     |
| 8       | Kauko Harlos          | 64,74 | Q     |
| 9       | Howard Payne          | 64,58 | Q     |
| 10      | Johann Pötsch         | 63,20 | Q     |
| 11      | Lars-Inge Ström       | 62,70 | Q     |
| 12      | Dymityr Mindow        | 62,08 | Q     |
| 13      | Georgios Babaniotis   | 61,38 |       |
| 14      | Ernst Ammann          | 60,88 |       |
| 15      | Jacques Accambray     | 60,76 |       |
| 16      | Carlos Sustelo        | 60,54 |       |
| 17      | Stanisław Lubiejewski | 59,50 |       |
| 18      | Gérard Chadefaux      | 59,42 |       |
| 19      | Erlendur Valdimarsson | 51,04 |       |

### Finał
| Miejsce | Zawodnik            | Wynik | Uwagi |
| ------- | ------------------- | ----- | ----- |
| 1       | Anatolij Bondarczuk | 74,68 | WR    |
| 2       | Romuald Klim        | 72,74 |       |
| 3       | Reinhard Theimer    | 72,02 |       |
| 4       | Gyula Zsivótzky     | 69,68 |       |
| 5       | Jochen Sachse       | 68,60 |       |
| 6       | Lázár Lovász        | 66,90 |       |
| 7       | Sándor Eckschmiedt  | 66,02 |       |
| 8       | Howard Payne        | 65,90 |       |
| 9       | Kauko Harlos        | 65,16 |       |
| 10      | Johann Pötsch       | 64,00 |       |
| 11      | Dymityr Mindow      | 61,48 |       |
| 12      | Lars-Inge Ström     | 61,44 |       |